# Raziel (angelo)

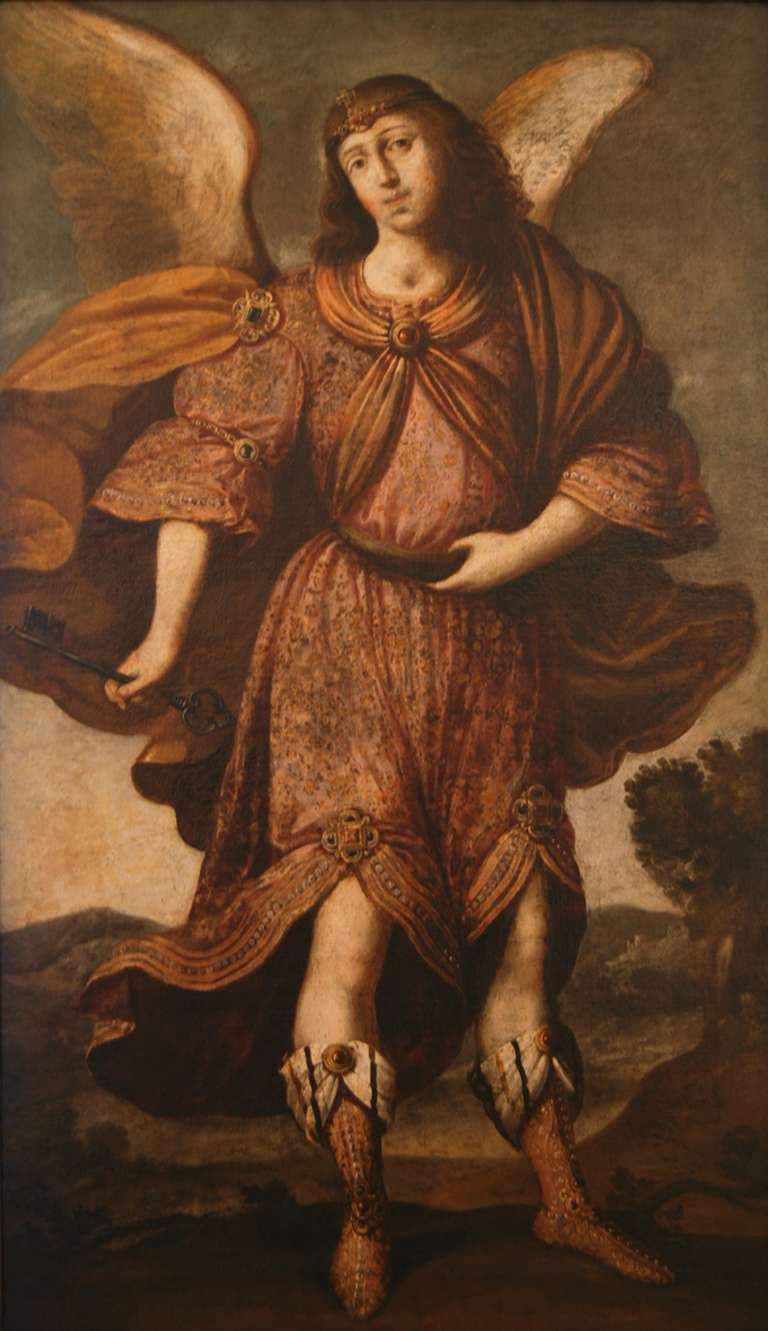
Arcangelo Raziel

Raziel (ebraico רזיאל, Rasaele, "Segreto di Dio") nella kabbalah giudaica è un arcangelo, conosciuto come l'"angelo del mistero" o "custode dei segreti".
Nella mitologia ebraica, era l'autore di un libro che conteneva tutta la conoscenza celestiale e terrena, il Sefer Raziel HaMalakh (in ebraico ספר רזיאל המלאך, ovvero "Libro di Raziel l'angelo"). Il libro, inizialmente scritto in ebraico e in aramaico, venne tradotto anche in latino col nome di Liber Razielis Archangeli, e nel XIII secolo ne fu prodotto un manoscritto sotto il dominio di Alfonso X di Castiglia.
La leggenda narra che l'Angelo aveva portato il suo libro ad Adamo, ma gli altri Angeli, furiosi per l'invidia (e quindi angeli caduti), avevano rubato il prezioso libro e lo avevano gettato nel mare. Allora Dio ordinò a Rahab, il mostro marino nominato nel libro di Giobbe e, secondo il Talmud babilonese (Baba Batra, 74b), un vero e proprio demonio, il "Principe del Mare" ("Sar shel Yam"), di portarlo nuovamente in superficie e di restituirlo ad Adamo. Rahab obbedì, altrimenti sarebbe stato severamente punito.

## Nella cultura di massa
L'Angelo Raziel viene nominato nella serie Shadowhunters, di Cassandra Clare, come colui che, facendo bere il proprio sangue a Jonathan Shadowhunter lo trasforma in Nephilim. I cacciatori di demoni giurano sull'Angelo e non possono infrangere tale promessa.
Nel libro Il vangelo secondo Biff, Raziel è l'angelo che aiuta il protagonista a scrivere un nuovo vangelo.
Il nome dell’angelo è stato fonte di ispirazione per il coprotagonista della serie di videogiochi Legacy of Kain, all'interno della quale presenta sembianze in primo luogo di un vampiro e successivamente spettrali.